# Podarg estelat
El podarg estelat(Batrachostomus stellatus) és una espècie d'ocell de la família dels podàrgids (Podargidae) que habita boscos de Tailàndia peninsular, Malaia, Sumatra, i Borneo.